# Belloy-sur-Somme

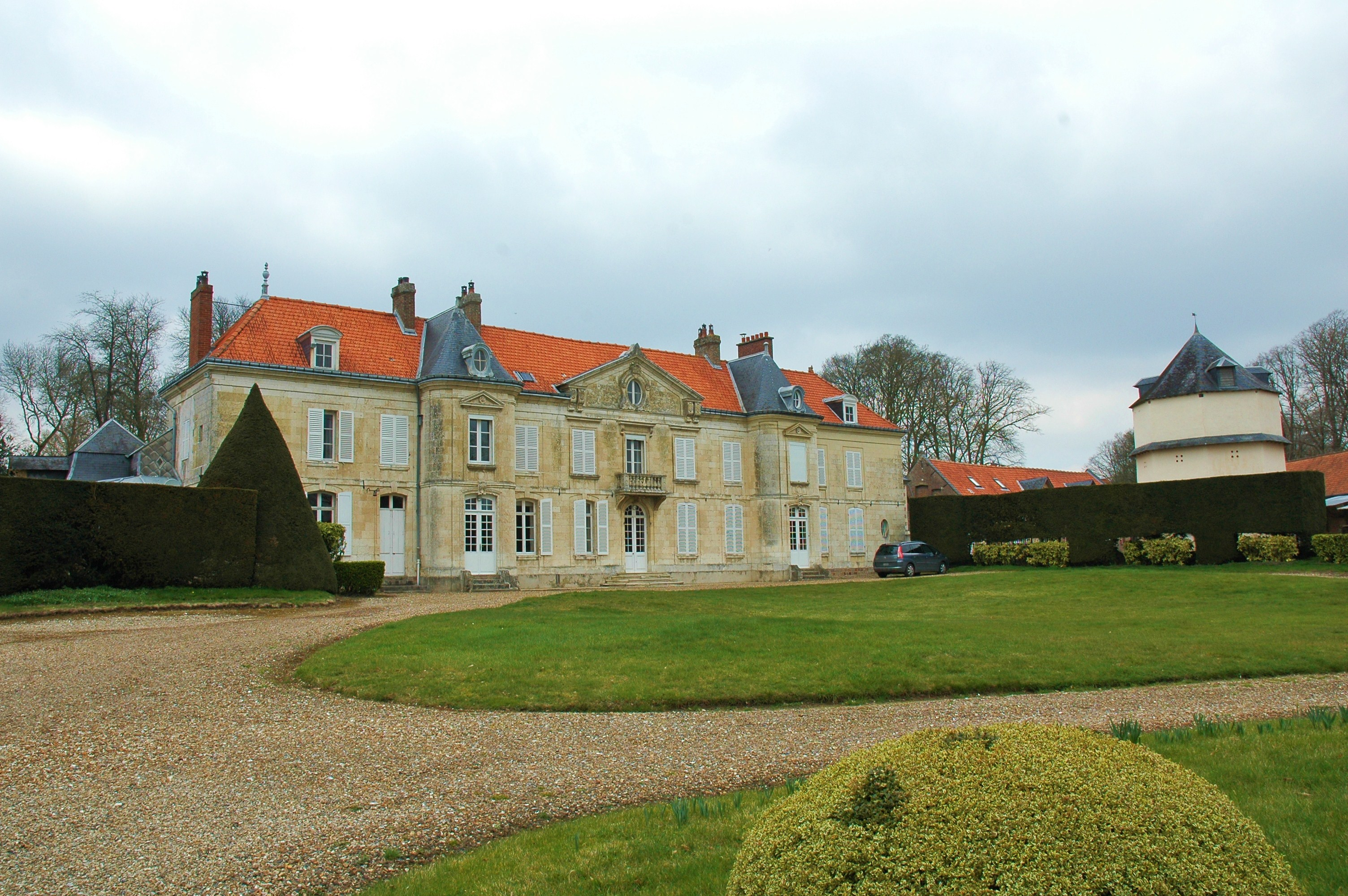
Landhuis

Belloy-sur-Somme (Nederlands: Berken) is een gemeente in het Franse departement Somme (regio Hauts-de-France) en telt 788 inwoners (1999). De plaats maakt deel uit van het arrondissement Amiens.

## Geografie
De oppervlakte van Belloy-sur-Somme bedraagt 13,3 km², de bevolkingsdichtheid is 59,2 inwoners per km².
De onderstaande kaart toont de ligging van Belloy-sur-Somme met de belangrijkste infrastructuur en aangrenzende gemeenten.

## Demografie
Onderstaande figuur toont het verloop van het inwonertal (bron: INSEE-tellingen).

1. ↑  Populations de référence 2022.